# Concordia (Saint-Martin)
Concordia – miejscowość na terytorium zależnym Francji - Saint Martin. Według danych szacunkowych na dzień 1 stycznia 2012 roku liczyło 5 233 mieszkańców.